# Mohla-Manpur-Ambagarh Chowki
Mohla-Manpur-Ambagarh Chowki ist ein Distrikt im indischen Bundesstaat Chhattisgarh.

## Geschichte
Der Distrikt wurde im August 2021 aus Teilen des Distrikts Rajnandgaon geschaffen. Die drei im südlichen Teil des Distrikts Rajnandgaon liegenden Subdistrikte Ambagarh Chowki (552 km² mit 108.334 Einwohnern), Manpur (1141 km² mit 88.619 Einwohnern) und Mohla (798 km² mit 86.994 Einwohnern) spalteten sich ab und wurden Teil des neuen Distrikts Mohla-Manpur-Ambagarh Chowki.

## Geografie
Der Distrikt Mohla-Manpur-Ambagarh Chowki liegt im Westen von Chhattisgarh an der Grenze zum indischen Bundesstaat Maharashtra. Der Distrikt grenzt im Norden an den Distrikt Rajnandgaon, im Osten an den Distrikt Balod, im Südosten und Süden an den Distrikt Kanker sowie im Westen an Maharashtra. Die Fläche des Distrikts Mohla-Manpur-Ambagarh Chowki beträgt 2491 km².

## Bevölkerung
Nach der Volkszählung 2011 hat der Distrikt Mohla-Manpur-Ambagarh Chowki 283.947 Einwohner. Bei 114 Einwohnern pro Quadratkilometer ist der Distrikt relativ dicht besiedelt. Der Distrikt ist dennoch ländlich geprägt. Von den 283.947 Bewohnern wohnen 274.058 Personen (96,52 %) auf dem Land und 9889 Menschen in städtischen Gemeinden.
Der Distrikt Mohla-Manpur-Ambagarh Chowki gehört zu den Gebieten Indiens, die stark von Angehörigen der „Stammesbevölkerung“ (scheduled tribes) besiedelt sind. Zu ihnen gehörten (2011) 179.662 Personen (63,27 Prozent der Distriktsbevölkerung). Es gibt zudem 20.722 Dalits (scheduled castes) (7,30 Prozent der Distriktsbevölkerung) im Distrikt.

### Bevölkerungsentwicklung
Wie überall in Indien wächst die Einwohnerzahl im Distrikt Mohla-Manpur-Ambagarh Chowki seit Jahrzehnten stark an. Eine Ausscheidung des heutigen Gebiets ist allerdings erst seit der Volkszählung 1991 möglich. Vorher gab es keine(n) Distrikt(e), der/die dem heutigen Gebiet entsprechen. Die Zunahme betrug in den Jahren 2001–2011 mehr als 14 Prozent (14,43 %). In diesen zehn Jahren nahm die Bevölkerung um beinahe 36.000 Menschen zu. Die Entwicklung verdeutlicht folgende Tabelle:

### Bedeutende Orte
Im Distrikt gibt es laut der Volkszählung 2011 nur die Kleinstadt Ambagarh mit 9889 Einwohnern, die als Stadt (towns und notified towns) gilt. Der Hauptort Mohla hatte 2011 4952 Einwohner.

### Bevölkerung des Distrikts nach Geschlecht
Der Distrikt hatte 2011 – für Indien unüblich – mehr weibliche als männliche Einwohner. Allerdings war das Verhältnis beider Geschlechter viel ausgeglichener als in anderen Regionen Indiens. Von der gesamten Einwohnerschaft von 283.947 Personen waren 140.078 männlichen und 143.869 (50,66 Prozent der Bevölkerung) weiblichen Geschlechts. Bei den jüngsten Bewohnern (37.411 Personen unter 7 Jahren) sind allerdings 18.817 Personen (50,30 %) männlichen und 18.594 Personen (49,70 %) weiblichen Geschlechts.

### Bevölkerung des Distrikts nach Sprachen
Die Bevölkerung des Distrikts ist sprachlich ziemlich einheitlich. Denn es sprechen 239.813 Personen (84,46 % der Bevölkerung) Hindi-Sprachen und Dialekte. Meistgesprochene Sprache ist Chhattisgarhi, eine Hindi-Sprache. Khari Boli/Hindi, Gondi und Marathi sind bedeutende Minderheitssprachen im Distrikt.
Chhattisgarhi dominiert in den Subdistrikten Ambagarh Chowki und Mohla mit Anteilen von über 84 % und im Subdistrikt Manpur mit 64 % Bevölkerungsanteil. Im Subdistrikt Manpur hat Gondi mit einem Bevölkerungsanteil von 26,4 % seine Hochburg. Hindi und Marathi erreichen den höchsten Anteil mit 7,1 % respektive 5,1 % im Subdistrikt Ambagarh Chowki. Eine kleinere Minderheit ist Kurukh/Oraon, das im Subdistrikt Manpur mit 1437 Muttersprachlern einen Anteil von 1,62 % erreicht. Die weitverbreitetsten Sprachen zeigt die folgende Tabelle:
| 2011                                   | 225.086 | 79,27 | 31.647 | 11,15 | 14.252 | 5,02 | 1471 | 0,52 | 9244 | 3,26 | 283.947 | 100,00 % |
| Quelle: Ergebnis der Volkszählung 2011 |         |       |        |       |        |      |      |      |      |      |         |          |

### Bevölkerung des Distrikts nach Bekenntnissen
Eine klare Mehrheit der im Distrikt lebenden Menschen sind Hindus. Eine religiöse Minderheit sind die herkömmlichen Glaubensgemeinschaften (Stammesreligionen), die in den Subdistrikten Manpur mit 24.653 Angehörigen (27,82 % der Bevölkerung) und Mohla mit 13.098 Angehörigen (oder 15,06 % Bevölkerungsanteil) stark vertreten sind. Im Subdistrikt Ambagarh Chowki gibt es eine bedeutende buddhistische Minderheit (6434 Personen oder 5,94 % Bevölkerungsanteil). Die genaue religiöse Zusammensetzung der Bevölkerung zeigt folgende Tabelle:
| Jahr                                   | Buddhisten | Buddhisten | Christen | Christen | Hindus  | Hindus | Jainas | Jainas | Muslime | Muslime | Sikhs | Sikhs | Andere | Andere | keine Angaben | keine Angaben | Total   | Total    |
| Jahr                                   | Zahl       | %          | Zahl     | %        | Zahl    | %      | Zahl   | %      | Zahl    | %       | Zahl  | %     | Zahl   | %      | Zahl          | %             | Zahl    | %        |
| -------------------------------------- | ---------- | ---------- | -------- | -------- | ------- | ------ | ------ | ------ | ------- | ------- | ----- | ----- | ------ | ------ | ------------- | ------------- | ------- | -------- |
| 2011                                   | 8731       | 3,07       | 1774     | 0,62     | 229.582 | 80,85  | 262    | 0,09   | 2555    | 0,90    | 117   | 0,04  | 40.738 | 14,35  | 188           | 0,07          | 283.947 | 100,00 % |
| Quelle: Ergebnis der Volkszählung 2011 |            |            |          |          |         |        |        |        |         |         |       |       |        |        |               |               |         |          |

## Bildung
Dank bedeutender Anstrengungen steigt die Alphabetisierung. Die Alphabetisierung der Landbevölkerung erreicht relativ hohe Werte. Typisch für indische Verhältnisse sind die starken Unterschiede zwischen den Geschlechtern sowie Stadt und Land.
| Alphabetisierung im Distrikt Mohla-Manpur-Ambagarh Chowki                    |                   |                   |
| Einheit                                                                      | Volkszählung 2011 | Volkszählung 2011 |
| Einheit                                                                      | Anzahl            | Anteil            |
| GESAMT                                                                       | 186.611           | 75,69 %           |
| Männer                                                                       | 104.221           | 85,95 %           |
| Frauen                                                                       | 82.390            | 65,77 %           |
| STADT GESAMT                                                                 | 7613              | 87,20 %           |
| Stadt-Männer                                                                 | 3975              | 93,16 %           |
| Stadt-Frauen                                                                 | 3638              | 81,50 %           |
| LAND GESAMT                                                                  | 178.998           | 75,27 %           |
| Land-Männer                                                                  | 100.246           | 85,68 %           |
| Land-Frauen                                                                  | 78.752            | 65,19 %           |
| Quelle: Ergebnis der Volkszählung 2011, District Census Handbook, Tabelle 20 |                   |                   |

## Verwaltungsgliederung
Der Distrikt war bei der letzten Volkszählung 2011 in die drei Tehsils (Talukas) Ambagarh (Chowki), Manpur und Mohla aufgeteilt und gehörte noch zum Distrikt Rajnandgaon in der Division Durg.